# محمد بن حامد الترمذي
أبو بكر محمد بن حامد بن محمد بن إسماعيل بن خالد الترمذي، أحد علماء أهل السنة والجماعة ومن أعلام التصوف السني في القرن الثالث الهجري، قال عنه أبو عبد الرحمن السلمي بأنّه: «من أعيان مشايخ خراسان وأطهرهم خلقاً وأحسنهم سياسة»، لقي جملة من المشايخ في بلخ، منهم: أحمد بن خضرويه وغيره، وقد أسند الحديث النبوي.

## من أقواله
- من لم ترضه أوامر المشايخ وتأديبهم، فإنه لا يتأدب بكتابٍ ولا سنّة.[1]
- إنكار ولاية الأولياء في قلوب الجهّال من ضيق صدورهم عن المصادر وَبعد علومهم عَن موارد القدرة.[1]
- ما استصغرت أحداً من المُسلمين إِلَّا وجدت نقصا فِي إيماني ومعرفتي.
- رأس مَالك قَلبك ووقتك وقد شغلت قَلبك بهواجس الظنون وضيعت أوقاتك بارتكاب مَا لَا يَعنيك فَمَتَى يربح من خسر رَأس مَاله؟
- إذا تمكنت الانوار في السر، نطقت الجوارح بالبر
- ماعجزت عن شئ فلا تعجز عن رؤيه ضعفك
- الاستهانة بالاولياء من قله المعرفة بالله تعالي